# Ormosia cruenta
Ormosia cruenta är en ärtväxtart som beskrevs av Velva Elaine Rudd. Ormosia cruenta ingår i släktet Ormosia och familjen ärtväxter. Inga underarter finns listade i Catalogue of Life.